# Фермо
Фермо (итал. Fermo) град је у средишњој Италији. Град је средиште истоименог округа Фермо у оквиру италијанске покрајине Марке.

## Природне одлике
Град Фермо налази се у средишњем делу Италије, близу западне обале Јадрана. Град се налази у брдској области познатој по виноградрству, изнад које се ка западу издижу средишњи Апенини. Положај града је несвакидашњи - старој језгро града сместило се на врху брда, од кога се пружају веома стрме улице ка градском ободу на све стране.

## Историја
Град је препознатљив по остацима киклопских зидина. Антички Firmum Picenumје основан као латинска колонија 264. п. н. е. и био је месно средиште римске власти у овој области. У граду је дјеловао Илирски колегијум светог Петра и Павла, као богословија (сјемениште), утемељен између 1585. - 1590. Утемељивач је био Фелиће Перети, каснији папа Сикст V, а један од полазника био је Saba (Сава) Lupi, из Поповог поља, добрих врлина, око 40 година је имао 1721. године, питомац сјеменишта у Ферму, од родитеља шизматика (православних).

## Становништво
Према резултатима пописа становништва 2011. у општини је живело 37.016 становника.
| 1931.  | 1936.  | 1951.  | 1961.  | 1971.  | 1981.  | 1991.  | 2001.  | 2011.  |
| ------ | ------ | ------ | ------ | ------ | ------ | ------ | ------ | ------ |
| 24.045 | 25.203 | 27.070 | 30.545 | 34.067 | 35.119 | 35.111 | 35.502 | 37.016 |

Фермо данас има око 38.000 становника, махом Италијана. То је готово дупло више него пре 100 година.

## Партнерски градови
- Ансбах
- Варпалота
- Баија Бланка

## Галерија
- Типична улица старог Ферма
- Градска катедрала
- Средишњи градски трг
- Унутрашњост градксог позоришта